# Erstaviks kapellförsamling
Erstaviks kapellförsamling var en församling i nuvarande Stockholms stift i nuvarande Nacka kommun i Stockholms län. Församlingen uppgick 25 februari 1844 i Nacka-Erstaviks kapellförsamling.
Området motsvarade, med dagens mått, tätorterna Fisksätra, Saltsjöbaden och Älta samt godset Erstavik.

## Administrativ historik
Församlingen bildades på 1600-talet genom en utbrytning ur Brännkyrka församling och ingick i Huddinge pastorat. Församlingen hade åtminstone sedan 1728 gemensam predikant med Nacka kapellförsamling och 25 februari 1844 tillsattes en gemensam sockennämnd varefter församlingarna kom att betraktas som en, Nacka-Erstaviks kapellförsamling.